# Isaac Okoro
Isaac Nnamdi Okoro (Geórgia, 26 de janeiro de 2001) é um jogador norte-americano de basquete profissional que atualmente joga no Chicago Bulls da National Basketball Association (NBA).
Ele jogou basquete universitário na Universidade de Auburn e foi selecionado pelos Cavaliers como a 5º escolha geral no Draft da NBA de 2020.

## Primeiros anos
Okoro nasceu em Atlanta, Geórgia, filho de pais nigerianos e foi criado perto da região metropolitana de Atlanta. Seu pai, Godwin, emigrou da Nigéria na década de 1980.
Okoro começou a jogar basquete na liga da igreja local. Quando ele tinha cerca de oito anos de idade, ele começou a treinar sob a orientação do treinador da União Atlética Amadora (AAU), Omar Cooper, o pai de seu futuro companheiro de time de colégio, Sharife Cooper.

## Carreira no ensino médio
Okoro jogou basquete colegial na McEachern High School em Powder Springs, Geórgia. Em sua temporada de calouro, ele teve médias de 15 pontos e oito rebotes, ajudando seu time a ganhar o título regional e chegar às quartas de final estaduais da Georgia High School Association Class 7A. Em seu segundo ano, Okoro teve média de 22,5 pontos, levando McEachern ao título regional e às semifinais estaduais Classe 7A. Em sua terceira temporada, ele teve médias de 20,3 pontos e 6,4 rebotes, ajudando McEachern a chegar às quartas de final estaduais. Ele foi nomeado para a Primeira-Equipe pelo Atlanta Journal-Constitution e para a Primeira-Equipe pelo USA Today.
Em sua última temporada, Okoro teve médias de 19,7 pontos, 10,6 rebotes, 3,2 assistências e 2,7 roubos de bola. Ele levou McEachern aos títulos do City of Palms Classic e do Tournament of Champions. Seu time terminou a temporada regular com um recorde de 32-0, tornando-se o primeiro time invicto na Geórgia desde 1995. Okoro marcou 16 pontos para ajudar seu time a vencer seu primeiro campeonato estadual da Classe 7A.
Em 26 de abril de 2019, Okoro se tornou o segundo jogador de basquete na história do McEachern a ter sua camisa aposentada.

### Recrutamento
No final de sua carreira no ensino médio, Okoro foi considerado um recruta cinco estrelas pela Rivals e um recruta quatro estrelas pela 247Sports e ESPN. Em 25 de julho de 2018, ele se comprometeu a jogar basquete universitário na Universidade de Auburn. Okoro se tornou o segundo jogador mais bem recrutado na história do programa, de acordo com as classificações compostas da 247Sports, atrás apenas de Mustapha Heron.
| Nome | Cidade Natal                                          | Escola/Universidade | Altura             | Peso           | Data da revisão     |
| --- | ----------------------------------------------------- | ------------------- | ------------------ | -------------- | ------------------- |
| Isaac Okoro SF | Powder Springs, GA                                    | McEachern (GA)      | 6 ft 6 in (1.98 m) | 215 lb (98 kg) | 25 de Julho de 2018 |
| Isaac Okoro SF | Recrutamento: Rivals: 247Sports: ESPN: ESPN grade: 88 |                     |                    |                |                     |
| Classificação geral de novatos: Rivals: 31º \| 247Sports: 37º \| ESPN: 40º |                                                       |                     |                    |                |                     |
| - Nota: Em muitos casos, Scout, Rivals, 247Sports e ESPN podem entrar em conflito em suas listas de altura e peso, nestes casos, a média foi obtida. A ESPN mede os calouros numa escala de 0 a 100. - Fonte: |                                                       |                     |                    |                |                     |

## Carreira universitária
Okoro marcou 12 pontos em sua estreia na Universidade de Auburn em uma vitória por 84-73 sobre o Georgia Southern. No jogo seguinte, ele alcançou 17 pontos na vitória por 76-66 sobre Davidson. Okoro foi nomeado o Calouro da Semana da Conferência Sudeste (SEC) em 18 de novembro de 2019. Ele marcou 23 pontos, o recorde da temporada, em uma vitória por 83-79 sobre Vanderbilt em 8 de janeiro de 2020.
Após a temporada regular, ele foi nomeado para a Segunda-Equipe, para a Equipe de Novatos e para a Equipe Defensiva da SEC pelos treinadores. Okoro teve médias de 12,9 pontos, 4,4 rebotes e duas assistências. Após sua temporada de calouro, ele anunciou que entraria no Draft da NBA de 2020.

## Carreira profissional

### Cleveland Cavaliers (2020–Presente)
Okoro foi selecionado pelo Cleveland Cavaliers como a quinta escolha geral no draft da NBA de 2020. Em 21 de novembro, os Cavaliers anunciaram que havia assinado um contrato de 4 anos e US$29 milhões com Okoro.
Em 23 de dezembro de 2020, Okoro fez sua estreia na NBA e registrou 11 pontos, cinco assistências e três rebotes na vitória por 121–114 sobre o Charlotte Hornets. Em 4 de maio de 2021, ele marcou sua melhor pontuação na carreira com 32 pontos durante uma derrota na prorrogação por 134-118 para o Phoenix Suns.
Em 23 de março de 2023, Okoro teve um rebote, uma assistência e marcou 11 pontos, incluindo uma cesta de três pontos decisiva, em uma vitória por 116-114 sobre o Brooklyn Nets.

## Carreira na seleção
Okoro jogou pela Seleção Americana no Campeonato Mundial Sub-17 de 2018 na Argentina. Em sete jogos, ele teve médias de 4,3 pontos, 1,9 rebotes e 1,6 roubos de bola, ajudando seu time a conquistar a medalha de ouro.

## Estatísticas da carreira

### NBA

#### Temporada regular
| Ano      | Equipe    | PJ  | PT  | MPJ  | AP   | 3P   | LL   | RT  | AS  | BR | TO | PPJ |
| -------- | --------- | --- | --- | ---- | ---- | ---- | ---- | --- | --- | -- | -- | --- |
| 2020–21  | Cleveland | 67  | 67  | 32.4 | .420 | .290 | .726 | 3.1 | 1.9 | .9 | .4 | 9.6 |
| 2021–22  | Cleveland | 67  | 61  | 29.6 | .480 | .350 | .768 | 3.0 | 1.8 | .8 | .3 | 8.8 |
| 2022–23  | Cleveland | 76  | 46  | 21.7 | .494 | .363 | .757 | 2.5 | 1.1 | .7 | .4 | 6.4 |
| 2023–24  | Cleveland | 69  | 42  | 27.3 | .490 | .391 | .679 | 3.0 | 1.9 | .8 | .5 | 9.4 |
| Carreira | Carreira  | 279 | 216 | 27.7 | .471 | .348 | .732 | 2.9 | 1.6 | .8 | .4 | 8.5 |

#### Play-In
| Ano  | Equipe    | PJ | PT | MPJ  | AP   | 3P   | LL   | RT  | AS | BR | TO | PPJ |
| ---- | --------- | -- | -- | ---- | ---- | ---- | ---- | --- | -- | -- | -- | --- |
| 2022 | Cleveland | 2  | 1  | 17.6 | .333 | .000 | .667 | 3.0 | .5 | .0 | .0 | 3.0 |

#### Playoffs
| Ano  | Equipe    | PJ | PT | MPJ  | AP   | 3P   | LL    | RT  | AS | BR | TO | PPJ |
| ---- | --------- | -- | -- | ---- | ---- | ---- | ----- | --- | -- | -- | -- | --- |
| 2023 | Cleveland | 5  | 2  | 14.9 | .478 | .308 | 1.000 | 1.4 | .8 | .4 | .4 | 6.4 |

### Universitário
| Ano     | Equipe | PJ | PT | MPJ  | AP   | 3P   | LL   | RT  | AS  | BR | TO | PPJ  |
| ------- | ------ | -- | -- | ---- | ---- | ---- | ---- | --- | --- | -- | -- | ---- |
| 2019–20 | Auburn | 28 | 28 | 31.5 | .514 | .290 | .672 | 4.4 | 2.0 | .9 | .9 | 12.9 |

Fonte: